# Enø
Enø ist eine dänische Insel am Rande des Smålandsfarvandet (deutsch Smålandsfahrwasser). Die Insel trennt Karrebæk Fjord und Krageholm Strøm von der Karrebæksminder Bucht und hat 433 Einwohner (1. Januar 2025) auf einer Fläche von 3,40 km².

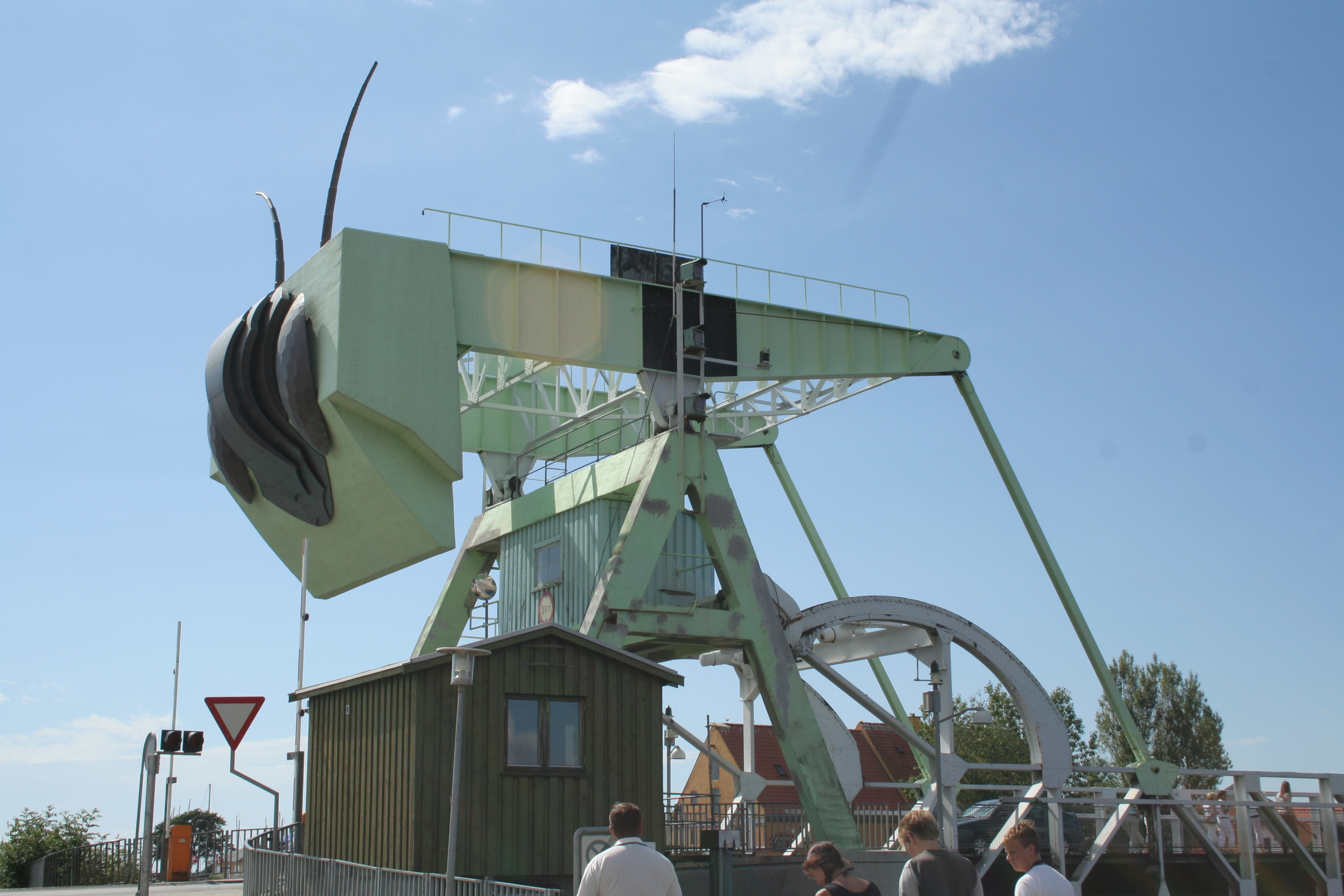
Grashüpferbrücke auf Enø

Im Nordwesten ist die Insel seit 1814 über eine Brücke mit Karrebæksminde auf Sjælland verbunden. Die derzeitige Klappbrücke von 1936 erhielt bei Renovierungsarbeiten im Jahr 1988 die Gestalt eines riesigen Grashüpfers (Græshoppen bro) und stellt nun das markanteste Bauwerk auf dieser Ferieninsel dar.
Die Insel gehört zur Kirchspielsgemeinde (dän.: Sogn) Karrebæk Sogn, die bis 1970 zur Harde Øster Flakkebjerg Herred im damaligen Sorø Amt gehörte, danach zur  Næstved Kommune im damaligen Storstrøms Amt, die mit der Kommunalreform zum 1. Januar 2007 in der „neuen“ Næstved Kommune in der Region Sjælland aufgegangen ist.
Enø By ist der einzige Ort der Insel, in dem über 80 Prozent der Bevölkerung leben.